# Primitivo Peire
Primitivo Peire Cabaleiro (Valladolid, 23 de noviembre de 1880-19 de diciembre de 1942), fue un militar español que participó en la Guerra civil en el Ejército Popular de la República.

## Biografía
Militar de carrera, llegó a ser ayudante militar del capitán general de la III Región Militar, y gobernador militar de Almería y de Igualada.
En julio de 1936 se encontraba destinado en Castellón de la Plana como jefe del Batallón de ametralladoras n.º 3 y comandante militar de la plaza, ostentando el rango de teniente coronel. Opuesto a la sublevación militar, Peire logró evitar que no se produjera ningún conato de rebelión en Castellón. A mediados de septiembre formó en Levante la llamada Columna Peire con fuerzas de su batallón de ametralladoras y de pequeñas milicias de partido. Esta fuerza marchó hacia el Frente de Teruel, donde llegó a intervenir en diversas acciones. A finales de octubre de ese año Peire sería sustituido al frente de la Columna por el capitán Isidoro Serrano.
En enero de 1937, siendo coronel de infantería, es cesado en el mando del sector de Alcaudete, quedando en situación de disponible forzoso en la tercera división orgánica, sucediéndole en el mando el comandante de infantería don Carlos García Vallejo. En mayo del mismo año fue nombrado comandante de la 44.ª División, unidad con la que intervino en la Batalla de Belchite. 
En 1938, tras las derrotas republicanas en el Frente de Aragón, fue designado comandante de un centro de recuperación de tropas desperdigadas. 
Tras el final de la contienda se exilió en Francia, junto a otros de sus compañeros militares.